# Tilminci
Tilminci (macedónul: Т'лминци) település Észak-Macedóniában, a Északkeleti körzetben, Kriva Palanka községben.

## Népesség
| Lakosok száma | 199  | 208  | 225  | 221  | 172  | 124  | 95   | 73   | 44   |
|               | 1948 | 1953 | 1961 | 1971 | 1981 | 1991 | 1994 | 2002 | 2021 |

- 2002-ben 63 lakosa volt, akik mindannyian macedónok.